# We the Best Music Group
Die We the Best Music Group ist ein Plattenlabel, das von DJ Khaled gegründet wurde. Zuvor arbeiteten We The Best als Tochter der IDJMG-Abteilung Def Jam South und später als Tochter der Universal Records Division Cash Money Records. Seit April 2016 arbeitet We The Best Music Group als Tochter von Epic Records.

## Musiker (Auswahl)
- DJ Khaled
- Mavado
- Vado (seit 2013)
- Steph Lecor
- Kent Jones (seit 2015)
- Scott Storch
- Lee on the Beats (2013)
- Harry Wayne Casey
- Ace Hood (2007–2017)